# Drain Baby
Drain Baby ist ein Horrorfilm des Regisseurs Rick Spalla aus dem Jahr 2011.

## Handlung
In diesem Film landen einige Studenten wegen ihres Architekturprojekts in einem verlassenen Sanatorium. Dort finden Jessica (gespielt von Parisse Boothe) und Ryan (Hunter Knight) heraus, dass Jessica die Tochter einer ehemaligen Patientin ist. Diese hatte ebenfalls ein Kind mit einem Arzt im Sanatorium, an dem dieser Experimente unternahm. Nach zwanzig Jahren werden die Studenten im Sanatorium damit konfrontiert.